# فردة ولقات أختها (فلم)
فَرْدَة ولْقَاتْ أُخْتْهَا (بالفرنسية: Deux larrons en folie) شريط سينمائي تونسي من إخراج علي منصور عام 1978.

## تقديم فني
- السيناريو: علي منصور
- الصوت: فوزي ثابت وعبد الكريم علواني
- الموسيقى: توفيق ناصر
- التوليف: فوزية جولاق
- العيار: 35 مم، ألوان

## الممثلون
- الأمين النهدي
- أحمد العربي الصوري
- محمد بن علي
- مختار حشيشة
- حسن زبير

## روابط خارجية
- فردة ولقات أختها على موقع IMDb (الإنجليزية)
- فردة ولقات أختها على موقع قاعدة بيانات الفيلم (الإنجليزية)
- فردة ولقات أختها على موقع ليتربوكسد (الإنجليزية)